# Японська окупація Британського Борнео
Японська окупація Британського Борнео в ході Другої світової війни розпочалася наступальною операцією японської армії, що тривала з 16 грудня 1941 року до 8 січня 1942 року та призвела до капітуляції британських збройних сил на острові.

## Вторгнення

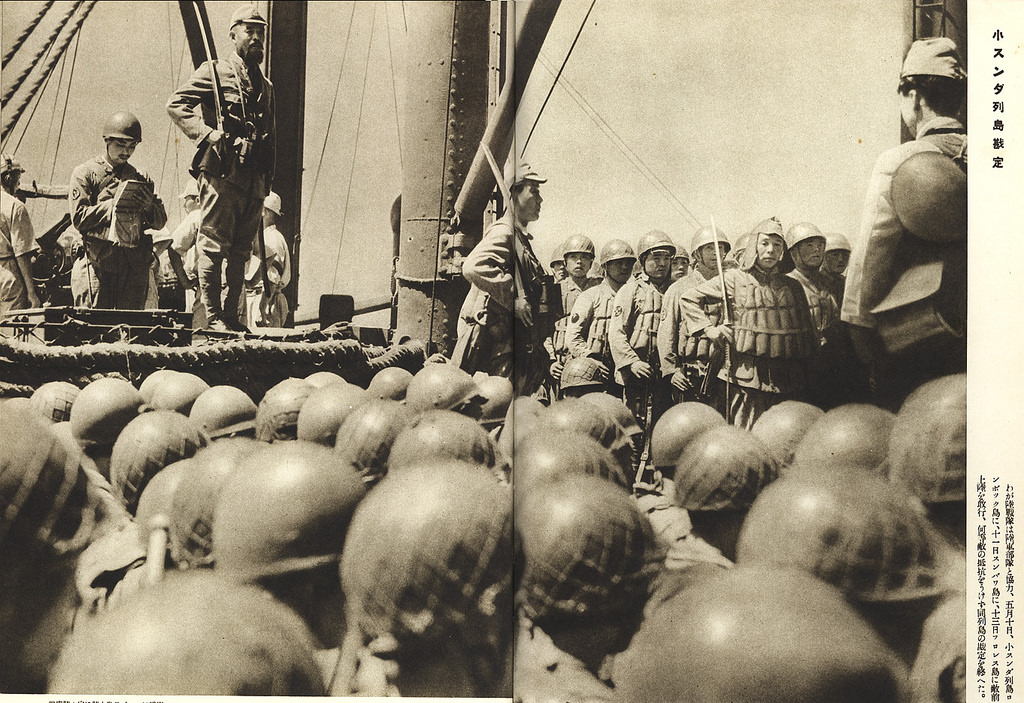
Японські парашутисти на транспортному кораблі перед висадкою на Борнео, грудень 1941 року

Британські війська в Сараваку складалися з 2-го батальйону 15-го Панджабського полку, важкої 6-дюймової гарматної батареї, берегової охорони, загону інженерів та місцевого ополчення. Командував британськими силами полковник-лейтенант С. М. Лейн. Загальний стратегічний план британців передбачав захист лише Кучингу через його стратегічно важливий аеродром.
Японські війська висадилися 15 грудня 1941 року на узбережжі поблизу Мірі та Серіа, а 16 грудня вже захопили обидва поселення, таким чином заволодівши нафтовими промислами. Також було захоплено аеродром поблизу Мірі. Наступним ударом 24 грудня японці атакували Кучінг, з метою захопити другий аеродром у Сараваку, до того ж наближений до Сінгапуру та Батавії на Яві. 31 грудня британські війська евакуювалися до Нідерландського Калімантану.
31 грудня були захоплені Лімбанг і Лавас, 3 січня 1942 року — Лабуан, 9 січня — Джесселтон у Сабаху. Останнім британським центром, який окупувала Японія, став Сандакан 19 січня.

## Окупаційна адміністрація

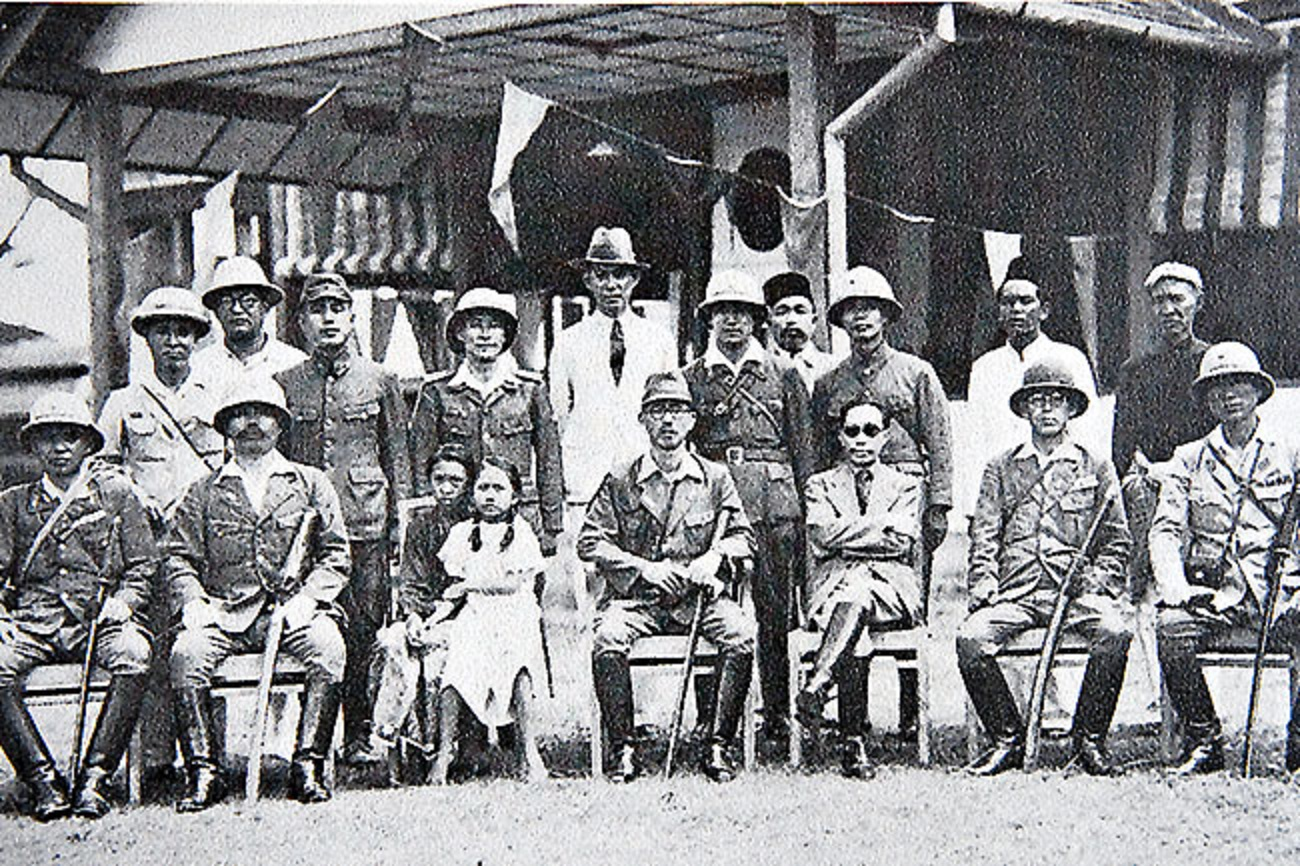
Султан Брунею Ахмад Таджуддін у часи японської окупації

Після остаточного захоплення всього Калімантану та капітуляції останніх британських сил у квітні 1942 року контроль за Британським Борнео був переданий японській 37-й армії, або Армії захисту Борнео. Британське Борнео було перетворено на «Кіта-Борунео» (північне Борнео), а нідерландські території — на «Мінамі-Борунео» (південне Борнео). На відміну від Мінамі-Борунео, який управлявся як єдине ціле, Кіта-Борунео був розділений на 5 провінцій («шу»), кожна з яких поділялася на префектури («кен»):
- Кучинг-шу — Перший і Другий регіон Сараваку, нідерландські острови Натуна[en] та у першій половині 1942 року Західне Борнео (надалі передане до Мінамі-Борунео)
- Сібу-шу — Третій регіон Сараваку
- Мірі-шу — Бруней, Четвертий і П'ятий регіон Сараваку
- Сейкай-шу — західне узбережжя Північного Борнео
- Токай-шу — східне узбережжя Північного Борнео

Центром Кіта-Борунео спочатку був Мірі, у середині 1942 року центр переїхав до Кучингу, а в квітні 1944 року до Апі (сучасний Кота-Кінабалу).
Багато малайських чиновників та офіцерів залишилися на своїх посадах, на відміну від інтернованих європейців. Японська адміністрація намагалася демонструвати лояльність до азіатів.

### Поліція та суд

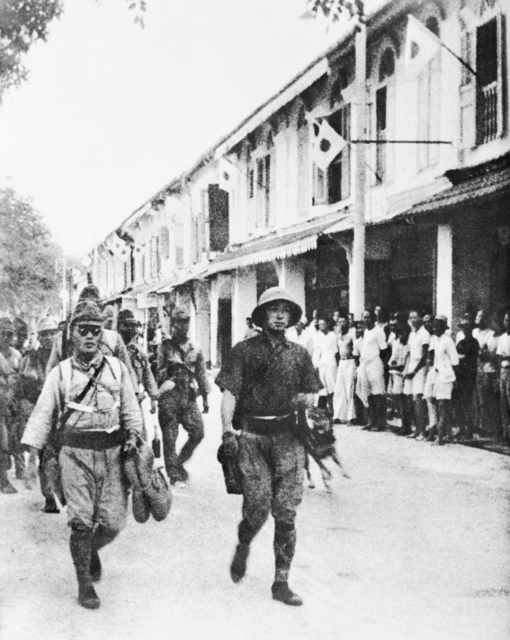
Японські війська на вулицях Лабуану в січні 1941 року. На будинках висять японські прапори

До листопада 1942 року поліційні та судові функції здійснювала військова адміністрація. Звичайним покаранням була смерть через обезголовлення. Місцевих мешканців також били за відмову вклонятися японцям при зустрічі. За дрібні злочини порушників публічно принижували. З листопада 1942 року повернулися цивільні суди та була встановлена тимчасова цивільна адміністрація.

## Поразка Японії
Окупація завершилася в червні 1945 року операцією австралійських десантників за підтримки флоту США.